# يان لورانس
يان لورانس (11 أبريل 1963 في المملكة المتحدة - ) (بالإنجليزية: Ian Lawrence)‏ هو لاعب كريكت بريطاني. لعب مع Cambridgeshire County Cricket Club ‏.

## وصلات خارجية
- يان لورانس على موقع إي آس بي آن كريك إنفو (الإنجليزية)